# Élections municipales portugaises de 2021
Les élections municipales portugaises de 2021 ont lieu le 26 septembre 2021 afin de renouveler pour quatre ans les maires, exécutifs municipaux et assemblées des 308 municipalités du Portugal, ainsi que les assemblées des freguesias. Le Parti socialiste, bien que celui-ci enregistre une légère baisse, ainsi que le Parti social-démocrate continuent de dominer la scène politique portugaise au niveau local.
La Coalition démocratique unitaire à tendance communiste reste la troisième force politique, suivie par le parti nationaliste Chega.

## Résultats

### Nationaux

#### Exécutifs municipaux
| Partis                   | Partis                                     | Voix      | %     | +/-  | Maires | +/-           | Échevins | +/-           |  |
| ------------------------ | ------------------------------------------ | --------- | ----- | ---- | ------ | ------------- | -------- | ------------- |  |
|                          | Parti socialiste (PS)                      | 1 711 412 | 34,23 | 3,59 | 148    | 11            | 888      | 64            |  |
|                          | Parti social-démocrate (PPD/PSD) et CDS-PP | 1 201 177 | 24,02 | 0,84 | 104    | 8             | 676      | 14            |  |
|                          | Coalition démocratique unitaire (CDU)      | 410 585   | 8,21  | 0,58 | 19     | 5             | 148      | 23            |  |
|                          | Groupes d'électeurs                        | 276 961   | 5,54  | 1,25 | 19     | 2             | 134      | 4             |  |
|                          | Chega (CH)                                 | 208 206   | 4,16  | Nv   | 0      | en stagnation | 19       | 19            |  |
|                          | Bloc de gauche (BE)                        | 137 521   | 2,75  | 0,54 | 0      | en stagnation | 4        | 8             |  |
|                          | CDS – Parti populaire (CDS-PP)             | 74 208    | 1,48  | 1,11 | 6      | en stagnation | 30       | 11            |  |
|                          | Initiative libérale (IL)                   | 64 849    | 1,30  | Nv   | 0      | en stagnation | 0        | en stagnation |  |
|                          | Personnes–Animaux–Nature (PAN)             | 56 928    | 1,14  | 0,06 | 0      | en stagnation | 0        | en stagnation |  |
|                          | Autres                                     |           | 17,17 |      | 12     | 5             | 164      | 58            |  |
|                          |                                            |           |       |      |        |               |          |               |  |
| Suffrages exprimés       | Suffrages exprimés                         | 4 795 837 | 95,91 |      |        |               |          |               |  |
| Votes blancs             | Votes blancs                               | 125 100   | 2,50  |      |        |               |          |               |  |
| Votes invalides          | Votes invalides                            | 79 195    | 1,58  |      |        |               |          |               |  |
| Total                    | Total                                      |           | 100   | -    | 307    | 1             | 2064     | 10            |  |
| Abstentions              |                                            |           |       |      |        |               |          |               |  |
| Inscrits / participation |                                            |           |       |      |        |               |          |               |  |

#### Assemblées municipales
| Partis                   | Partis                                     | Voix      | %     | +/-  | Conseillers | +/- |
| ------------------------ | ------------------------------------------ | --------- | ----- | ---- | ----------- | --- |
|                          | Parti socialiste (PS)                      | 1 711 412 | 32,90 | 3,52 | 2588        | 143 |
|                          | Parti social-démocrate (PPD/PSD) et CDS-PP | 1 201 177 | 23,45 | 1,16 | 2024        | 6   |
|                          | Coalition démocratique unitaire (CDU)      | 410 585   | 8,68  | 1,37 | 505         | 114 |
|                          | Groupes d'électeurs                        | 276 961   | 5,35  | 1,10 | 412         | 16  |
|                          | Chega (CH)                                 | 208 206   | 4,43  | Nv   | 173         | 173 |
|                          | Bloc de gauche (BE)                        | 137 521   | 3,48  | 0,70 | 94          | 31  |
|                          | CDS – Parti populaire (CDS-PP)             | 74 208    | 1,53  | 1,15 | 117         | 67  |
|                          | Initiative libérale (IL)                   | 64 849    | 1,53  | Nv   | 26          | 26  |
|                          | Personnes–Animaux–Nature (PAN)             | 56 928    | 1,48  | 0,06 | 23          | 3   |
|                          | Autres                                     |           | 17,17 | -    | 482         | -   |
|                          |                                            |           |       |      |             |     |
| Suffrages exprimés       | Suffrages exprimés                         |           | 95,56 |      |             |     |
| Votes blancs             | Votes blancs                               |           | 2,78  |      |             |     |
| Votes invalides          | Votes invalides                            |           | 1,66  |      |             |     |
| Total                    | Total                                      |           | 100   | -    | 6444        | 17  |
| Abstentions              | Abstentions                                |           | 45,04 |      |             |     |
| Inscrits / participation | Inscrits / participation                   |           | 54,96 |      |             |     |

### Grandes villes
- Résultats dans les villes de 100 000 habitants et plus.